# Senilites tristanicola
Senilites tristanicola es una especie de coleóptero adéfago de la familia Dytiscidae. Es el único miembro del género monotípico Senilites.